# CBS This Morning
CBS This Morning est une émission d'information matinale américaine diffusée quotidiennement, depuis le 9 janvier 2012, sur le réseau de télévision américain CBS.
Présentée par le journaliste John Dickerson, Erica Hill et Gayle King, elle remplace la matinale The Early Show diffusée de 1999 à 2012 sur le réseau CBS. CBS This Morning est le dixième programme de ce type à occuper cette tranche horaire de la grille des programmes de CBS.

## Histoire
CBS This Morning est à l'origine une matinale de CBS diffusé de 1987 à 1999. Cette nouvelle version, telle que définie par la chaîne lors de l'annonce de son lancement en novembre 2011, se veut plus centrée sur l'information, se démarquant des matinales concurrentes de NBC et ABC mélangeant information et divertissement.
L'émission est la 3e matinale des États-Unis derrière Good Morning America et Today.